# Jan Karlsson (luchador)
Jan Karlsson (Trollhättan, Suecia, 15 de noviembre de 1945) es un deportista sueco retirado especialista en lucha libre olímpica donde llegó a ser subcampeón olímpico en Múnich 1972.

## Carrera deportiva
En los Juegos Olímpicos de 1972 celebrados en Múnich ganó la medalla de plata en lucha libre olímpica de pesos de hasta 74 kg, tras el luchador estadounidense Wayne Wells (oro) y por delante del alemán Adolf Seger (bronce).